# Католицька церква в Чаді
Като́лицька це́рква в Ча́ді — друга християнська конфесія Чаду. Складова всесвітньої Католицької церкви, яку очолює на Землі римський папа. Керується конференцією єпископів. Станом на 2004 рік у країні нараховувалося близько 720 000 католиків (8,8% від усього населення). Існувало 8 діоцезій, які об'єднували 109 церковних парафій.  Кількість  священиків — 242 (з них представники секулярного духовенства — 131, члени чернечих організацій — 111), постійних дияконів — 0, монахів — 157, монахинь — 375.

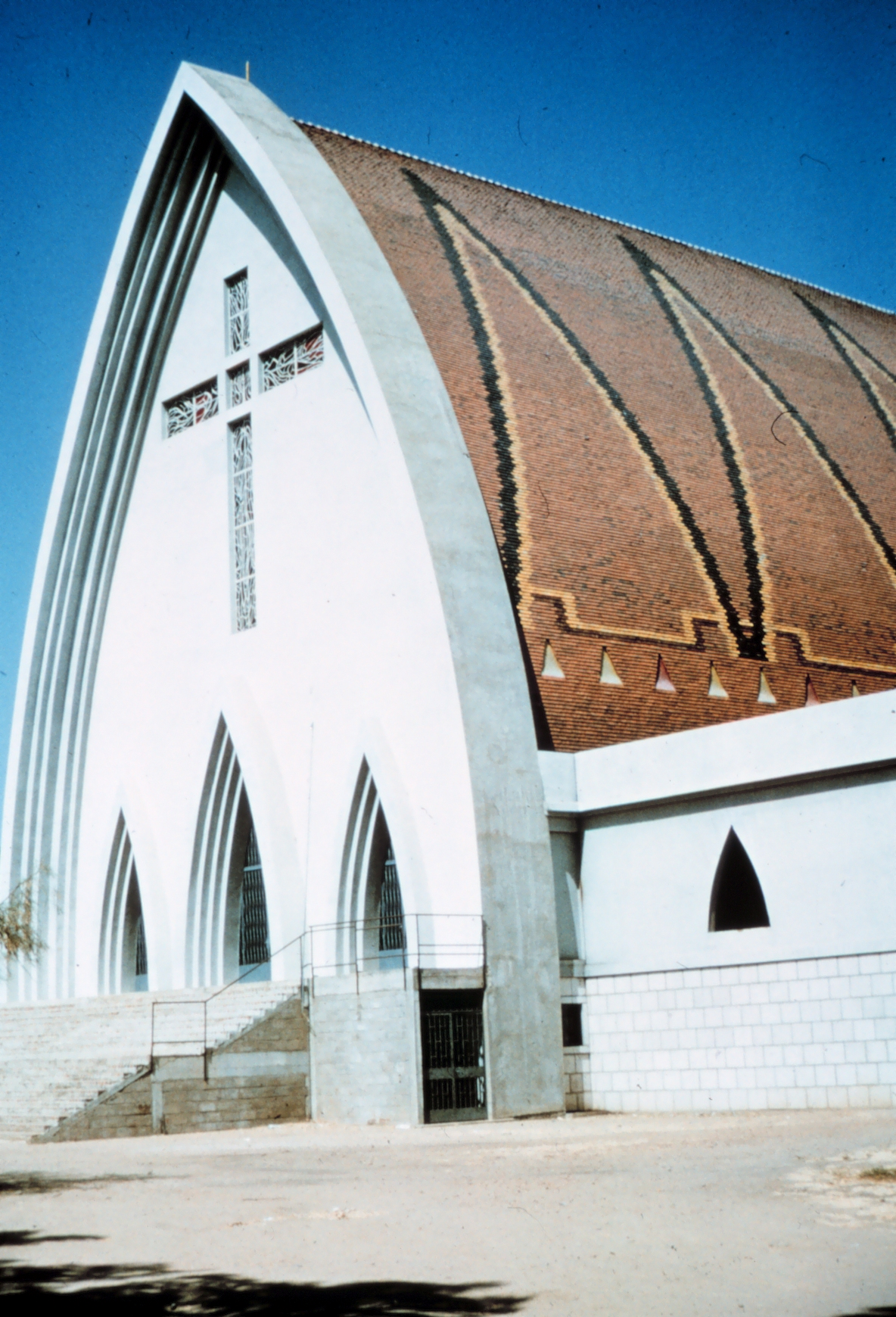
Католицький собор в Нджамені